# Un air de rien
Albums de Trois Cafés gourmands
Deuxième torréfaction
(2015)
Un air de rien est le premier album studio du groupe français Trois Cafés gourmands sorti en 2018.

## Pistes
Toute la musique est composée par Sébastien Gourseyrol, sauf autres auteurs ou compositeurs indiqués plus bas.
| 1.  | Un air de rien               |              |              | 03:00 |
| 2.  | Le Coffre à jouets           |              |              | 03:50 |
| 3.  | À nos souvenirs              |              |              | 03:13 |
| 4.  | Évidemment                   |              |              | 03:17 |
| 5.  | Les Secrets interdits        |              |              | 03:09 |
| 6.  | L'Horizon noir               |              |              | 03:49 |
| 7.  | Adesias                      |              |              | 03:18 |
| 8.  | Les Mots tristes             |              |              | 02:53 |
| 9.  | À nous !                     | Jérémy Pauly | Jérémy Pauly | 02:42 |
| 10. | Le Problème de ma solution   |              |              | 02:35 |
| 11. | Ainsi va la vie !            |              |              | 03:15 |
| 12. | Jamais deux sans toi         |              |              | 03:38 |
| 13. | À nos souvenirs (Radio Edit) |              |              | 03:13 |

Toute la musique est composée par Sébastien Gourseyrol, sauf autres auteurs ou compositeurs indiqués plus bas.
| 1.  | Un air de rien                                  |                     |              | 03:00 |
| 2.  | Le Coffre à jouets                              |                     |              | 03:50 |
| 3.  | À nos souvenirs                                 |                     |              | 03:13 |
| 4.  | Évidemment                                      |                     |              | 03:17 |
| 5.  | Les Secrets interdits                           |                     |              | 03:09 |
| 6.  | L'Horizon noir                                  |                     |              | 03:49 |
| 7.  | Adesias                                         |                     |              | 03:18 |
| 8.  | Les Mots tristes                                |                     |              | 02:53 |
| 9.  | À nous !                                        | Jérémy Pauly        | Jérémy Pauly | 02:42 |
| 10. | Le Problème de ma solution                      |                     |              | 02:35 |
| 11. | Ainsi va la vie !                               |                     |              | 03:15 |
| 12. | Jamais deux sans toi                            |                     |              | 03:38 |
| 13. | Humeur d'un soir (version acoustique)           |                     |              | 01:29 |
| 14. | Corrosif (version acoustique)                   | avec Mylène Madrias |              | 02:53 |
| 15. | Le Problème de ma solution (version acoustique) |                     |              | 02:40 |
| 16. | Adesias (version acoustique)                    |                     |              | 03:34 |
| 17. | À nos souvenirs (Radio Edit)                    |                     |              | 03:13 |

## Classements
| Classement (2018-19)         | Meilleure position |
| ---------------------------- | ------------------ |
| Belgique (Wallonie Ultratop) | 56                 |
| France (SNEP)                | 1                  |

## Certifications
| Région | Certification | Ventes/Streams |
| --- | ------------- | -------------- |
| France (SNEP) | 2 × Platine   | 200 000‡       |
| *Ventes selon la certification ^Mise en rayon selon la certification xNon précisé par la certification ‡ventes/streaming selon la certification |               |                |